# إقطاع
الإقطاعية في اللغة العربية مصدر صناعي من مزيد الفعل الثلاثي: قَطَعَ. وأقطعه قطيعة، أي طائفة من أرض الخراج أو نهراً، أباحه له، والإقطاع يكون تمليكاً وغير تمليك. والقطائع إنما تجوز في أرض لا ملك لأحد عليها ولا عمارة فيها لأحد، فيقطع الإمام المستقطع منها قدر ما يتهيأ له عمارته بإجراء الماء إليه أو باستخراج عين منه أو يتحجر للبناء فيه.
والمعنى نفسه في الفرنسية (féodalité) والإنجليزية (feudalism)، والكلمتان من أصل لاتيني (feudalis) يدل على إقطاعة أو «منطقة نفوذ». وما جاء من ذلك في العربية يبين أن مفهوم الإقطاع ممثل فيها بالمعنى المعروف اليوم، وأن أسلوب الإقطاع كان معروفاً عند العرب المسلمين في فجر الإسلام، قبل أن يصبح نظاماً عاماً أو نمط إنتاج ونمط حياة. والأرجح أنهم لم يبتدعوه، فجذوره ضاربة في حضارات الأحواض النهرية وأنماط الإنتاج القديمة القائمة على الملكية الخاصة للأرض في نطاق ملكية الدولة. فقد كانت ملكية الأرض القاعدة العرفية، ومن ثم الحقوقية التي قامت عليها المجتمعات والدول حتى نهاية عصور الإقطاع. وتشير مصادر عدة إلى أن هذا الأسلوب كان عنصراً من عناصر النظام الاجتماعي الاقتصادي الذي جاء به الإسلام، وميز الحضارة العربية الإسلامية. فالإقطاع يكون في الأرض الموات وفي الأرض غير المملوكة وفي أرض الخراج وفي العقارات والمرافق التي ينتفع بها ويرتزق منها، وفي الأنهار والقنوات أيضاً، ويكون تمليكاً وإرفاقاً، يقتطعه ولي الأمر أو يستصفيه لنفسه، أو يمنحه لغيره ممن يصطفيهم أو يستعملهم، في الأقاليم، أو ممن يؤالفهم، لقاء خدمات يؤدونها له. وتسمى الأرض المقطعة قطيعة، أو إقطاعاً. وتطلق القطيعة أحياناً على الضريبة، كما كانت الحال في العهد الأيوبي. وقد تطلق كلمة إقطاعية على الجنود المُقطَعين. وأطلق لفظ المُقاطَعَة، أحياناً، على كِتَابِ الإقطاع في العصر العباسي، وشمل أيضاً المال الذي يدفعه المقاطع للأمير، كما حدث حين قاطع الخليفة الراضي عماد الدولة البويهي على ما بيده من بلاد فارس بمبلغ ثلاثمائة ألف ألف درهم في السنة. ومن الإقطاعات ما هو مرتجع، يسترجعه ولي الأمر ويقطعه ثانياً، أو يرده المقطع نفسه ليعتاض غيره.
يحيل مصطلح الإقطاعية على نظام اجتماعي اقتصادي قوامه الإنتاج الزراعي وما يقتضيه من حرفة وتجارة، وعلى نظام سياسي مراتبي ذي طابع عسكري يقوم على الولاء الشخصي والامتيازات. وقاعدته العامة في تداول السلطة وحيازة الثروة هي القوة والغلبة وخضوع المحكومين. وهو منظومة من الأعراف والحقوق المختلفة والمتعارضة على العين الواحدة، ولاسيما على الأرض، وما ينجم عن ذلك كله من تمثلات ثقافية ومنظومات قيمية وأخلاقية. فالعلاقات الاجتماعية السياسية وعلاقات الإنتاج تتحدد دوماً بأنماط الملكية، وكانت الملكية، ولاسيما ملكية الأرض، في أكثر الحالات، مصدراً للتنافس والمنازعات والحروب بين الفئات الاجتماعية في المجتمع الواحد وبين الدول والشعوب، وكثيراً ما كانت تلك المنازعات والحروب تنتهي بتركيز ملكية الأرض في أيدي الغالبين. ويمكن القول: إن نظام الإقطاع كان السمة الأساسية للنظام الاجتماعي الاقتصادي، أو لنمط الإنتاج في العصور الوسطى. ومبدؤه هو ميل الحاكم المحلي إلى الاستقلال بما تحت يده، جراء ضعف الدولة المركزية وسيطرة أصحاب النفوذ على مقدراتها، واستقلال الولاة وحكام الأقاليم في ولاياتهم واستئثارهم بثرواتها، ونزوع كل منهم إلى زيادة ثروته وقوته وبسط سلطانه على الأقاليم المجاورة، وتحولهم إلى أمراء وملوك يقطعون من هم دونهم من الزعماء والأعيان المحليين، مع بقاء روابطهم بالدولة المركزية اسمياً يؤدون لها الخراج ويسهمون في أعمالها الحربية. وهكذا يغدو الإقطاع علاقة أساسية تحدد جميع العلاقات الاجتماعية والاقتصادية والسياسية في تلك الدولة.

## لمحة تاريخية
عرف الشرق في عصوره القديمة الإقطاع بصور ومضامين مختلفة. وتذكر المصادر القديمة أن سادة كل من بلاد الرافدين ومصر وسورية اعتمدوا في بدايات تكوّن دولهم نظام الإقطاع العسكري لحاجتهم إلى خدمات المقاتلين في مقابل عدم قدرتهم على الوفاء بالتزام مادي ثابت تجاههم. وقد تطور هذا النوع من الإقطاع إلى إقطاعات دينية واقتصادية وإدارية، واستمر حتى مرحلة ما قبل الإسلام بأنماط متعددة. وعلى العموم فقد تميز إقطاع الشرق القديم بالخصائص الآتية:
1ـ ارتبط الإقطاع، بوصفه جزءاً من النشاط الاقتصادي، بالمعتقد الذي ينظم حركة المجتمع وكان يرتكز على المعبد والقصر.
2ـ بقي الإقطاع موالياً للسلطة في الدول المركزية والامبراطورية، وهذا الولاء هو الذي كان يضمن استمرار حق الانتفاع بالإقطاعية.
3ـ راوحت علاقة الإقطاعي بالأرض والوظيفة ما بين حق الانتفاع وحق الاستثمار والإدارة من دون أن تتحول إلى حق التملك والتوريث.
وقد عرفت بلاد اليونان أيضاً الإقطاع العسكري في العصر الموكيني (المسيني) في الألف الثاني ق.م. كما ظهر مجدداً في العصر الهليني حينما كان الملوك يمنحون قوادهم وجنودهم إقطاعات يتعهد أصحابها مقابل ذلك بالخدمة العسكرية كلما دعت الحاجة. وفي مرحلة متأخرة أصبح وارث الإقطاع ملزماً بتأدية التزام مورثه العسكري وإلا آل الإقطاع إلى مالك جديد.
أما في صدر الإسلام، فإن أنظار القبائل العربية لم تتجه أول الأمر نحو تملك الأرض الزراعية، لانصرافهم إلى الجهاد وانشغالهم بالفتوح. وقد رفض الخليفة عمر بن الخطاب إقطاع أرض السواد لقادة الفتح ضماناً لحق الأجيال التالية في الأرض، وتجنباً لما قد يؤديه التقسيم الإقطاعي من تنافس وانقسام، فضلاً عن التفاوت الاجتماعي.
كما رفض علي بن أبي طالب ذلك، وقد أُثر عنه قوله: «لولا أن يضرب بعضكم وجوه بعض لقسمت السواد بينكم». وقد حذر علي واليه على مصر، الأشتر النخعي، من اتباع أسلوب الإقطاع في كتاب قال فيه: «إن للوالي خاصة وبطانة وفيهم استئثار وتطاول... لا تقطعن لأحد من حاميتك وحاشيتك قطيعة». بيد أن الأمر لم يدم على ذلك، فقد توسع الأمويون، باستثناء عمر بن عبد العزيز، في منح الإقطاعات بالمفهوم الإسلامي والذي يؤدي إلى ملكية تامة للأرض مع دفع العشر. وتعزز هذا الاتجاه بعد قيام الدولة العباسية فقد استولى العباسيون على ضياع الأمراء الأمويين وأحدثوا ديواناً خاصاً لضياع الخلافة التي وسعت بحفر الأنهار والترع واستصلاح الأراضي وبالشراء والمصادرة. وكانت تلك الضياع واسعة وغنية وموزعة في أرجاء بلاد الخلافة. والجدير بالذكر أن ثمة فرقاً كبيراً وأساسياً بين الإقطاع الذي عرفه الإسلام والنظام الإقطاعي الأوربي، إذ إن الفلاحين في ظل الخلافة العربية الإسلامية لم يكونوا ملكاً للمُقطع بل للأرض ولم يكونوا يقطعون معها، إضافة إلى أن صاحب الإقطاع لم يكن يورثه.
ولعل من أهم أساليب تحول ملكية الأرض إلى ملكية إقطاعية هو أسلوب الإلجاء، وأساسه لجوء الفلاحين وأهل القرى والضياع إلى التعزز بأمير قوي أو بمتنفذ معروف للاحتماء به من ظلم الولاة وعسف الجباة واعتداء الصعاليك، فيصير له نوع من «حق الحماية» عليهم ويتحولون إلى أتباع له وفلاحين في الأرض التي غدت أرضه، أو يتسلمها بعضهم منه ثانية على سبيل الإقطاع فيصيرون تنَّاء (مفردها تانئ ويقابلها الدهقان بالفارسية) وهم المستوطنون المستقرون في الأرض من أصحاب الضياع. وهذا الأسلوب نفسه كان من أساليب نشوء الملكية الإقطاعية في الغرب أيضاً، لاسيما أنه كان معمولاً به في الامبراطورية الرومانية وفي العالم البيزنطي، وقد عرف بحق الحماية autopragia الذي كان يحصل عليه النبلاء البيزنطيون.
وفي القرن الخامس الهجري/الحادي عشر الميلادي لجأ القائمون على شؤون الخلافة إلى إقطاع أنصارهم وحواشيهم البلاد والقرى وحقوق بيت مال المسلمين. وأول من بدأ ذلك البويهيون (320 - 447هـ/932 - 1055)، وتسلم معز الدولة البويهي وجنوده من الديلم وغيرهم أعمال العراق ولاية وإقطاعاً، فأقطع قادته وأصحابه وأهل عصبيته وخواصه من الأتراك جميع ما امتدت إليه يده. وقد أهمل كثير من هؤلاء المقطعين عمارة ما أقطعوا، وبات من السهل عليهم أن يخربوا إقطاعاتهم ويردوها، فيعتاضوا عنها حيث يختارون. وزاد الأمر سوءاً حين اعتمد هؤلاء على وكلائهم الذين عمدوا إلى الظلم والمصادرة، مما أدى إلى خراب البلاد وإقصاء سكانها من العرب عنها بالتدريج.
وجاء السلاجقة بعد البويهيين ففرضوا أنفسهم على ممتلكات الخلافة كلها، وتقاسموها إقطاعات، ويذكر المؤرخون أن أول من فرق الإقطاعات في بني سلجوق هو نظام الملك (408 - 485 هـ) وزير السلطان ألب أرسلان ووزير ابنه ملكشاه؛ إذ عمد نظام الملك إلى روك الأراضي (وهو مسح الأرض وإعادة توزيعها) ليمكن المقطعين من الأرض الخصبة والأقل خصوبة والرديئة على السواء، فحلت الإقطاعات محل العطاء (الرواتب). وزاد السلاجقة في ذلك فجعلوا الإقطاع ضرباً من تقسيم البلاد بين أمراء البيت السلجوقي الذين أرسوا أسس الإقطاع الحربي أو العسكري، وأخذه عنهم من جاء بعدهم من الزنكيين والأيوبيين. وبلغ هذا النظام ذروة تطوره في عهد المماليك.

## الإقطاع العسكري المملوكي
وفيه يقول المقريزي: «وأما منذ كانت أيام صلاح الدين بن يوسف بن أيوب إلى يومنا هذا فإن أراضي مصر كلها صارت تقطع للسلطان وأمرائه وأجناده». وإلى جانب هذا النوع من الإقطاع نشأ ما يسمى «الملك الحر»، وهو ما كان يشتريه السلطان من أطيان وعقارات من بيت المال أو من ماله الخاص، وتسمى هذه الأملاك «الأملاك الشريفية». على أن هذا الملك الحر لم يكن يسلم من الإقطاع، ومثله الأوقاف الإسلامية.
وقد طور سلاطين المماليك في مصر وبلاد الشام نظاماً إقطاعياً دقيقاً، وجاراهم في ذلك بقية حكام الأقاليم الإسلامية الأخرى. ولم يكن للمقطع أيام المماليك سوى حق الاستغلال والارتفاق. وإذا ورث جندي أباه لم يكن له سوى ما كان لأبيه من هذا الحق فلا يملك الرقبة، وكثيراً ما كان حائز الإقطاع ينقل عن إقطاعه إلى إقطاع آخر بأمر السلطان أو يُعزل فيصير «بطالاً»، أو يصادر إقطاعه أو تُوقع الحيطة على «موجوده». وكان يحدث أن يحل مُقطع محل غيره في داره وأثاثه، وقد يتزوج زوجته، ويضاف تابعوه من المماليك والأجناد إلى السلطان. وقد غدا هؤلاء وأمثالهم إحدى فرق المماليك السلطانية.
أما التزامات التابعين من أصحاب الإقطاعات إزاء متبوعهم فيحدده يمين الولاء الذي ينص على أن يضع المقطع نفسه وعدداً من أجناده بعدتهم وعتادهم في خدمة السلطان عند الحرب، أو انعدام الأمن، وعلى هؤلاء، بحكم العرف، أداء «التقادم» أي الهدايا بانتظام في جميع المناسبات. والمُقطع ملزم دفع الخراج المقرر على إقطاعه، إضافة إلى الالتزامات المالية في أوقات الحرب والأزمات الداخلية والأوبئة.
والطابع العسكري هو الطابع الغالب على النظام الإقطاعي بوجه عام مع فارق في شدة تطبيقه من زمن إلى زمن ومن دولة إلى أخرى. ويلازمه ويرتبط به الإقطاع المدني والإقطاع الديني، فالطابع العسكري الذي غلب على دولة السلاجقة تزامن مع النظام الإقطاعي الحربي الذي أقامه الصليبيون في الشرق. وكان العهد المملوكي نموذجاً مكتملاً للإقطاع العسكري، فقد تركزت معظم الإقطاعات في أيدي «رجال السيف» وأولهم السلطان، ويسمى إقطاعه «الخاص السلطاني» أو «بلاد الخاص» أو «الخاص الشريف». وكان السلطان يستصفي لنفسه ما يشاء من الأرض الخصبة القريبة ومن المكوس المربحة وما إليها من أبواب الإيراد الوفيرة. و«الخاص السلطاني» غير الأملاك الشريفية التي كان السلطان يشتريها بماله الخاص. ويقدر إقطاعه بسدس مساحة الأرض التي يدير شؤونها ويجمع خراجها، ولكنه لا يملك رقبتها. ويعد أبناء السلاطين من رجال السيف، ونصيب كل منهم نصيب أمير مئة، وإن لم يزاولوا الإمرة أو الوظيفة، ويمنحون الجوامك (الرواتب والعطاءات) علاوة على ذلك. ويلي أبناء السلاطين في الترتيب أمراء العسكر، وفيهم أمير الألف وأمير المئة ثم أمير الطبلخانة وأمير العشرة إلى أمير ثلاثة.
ومن الأساليب المعروفة في الإقطاع المملوكي «عرض الجند»، أي قطع العاجز والمشكوك في ولائه من أصحاب الإقطاعات أو «الأخبار» واستخدام غيرهم. وكل سلطان جديد يعيد توزيع الإقطاعات بحسب قاعدة الولاء والعداوة.
وقد عد النظام الإقطاعي المملوكي زعماء العرب والتركمان والأكراد الداخلين في طاعة الدولة من رجال السيف المقطعين، وكانوا يسمون «أرباب الأدراك» أو «المثاغرين»، ويقومون بحماية الثغور وتأمين طريق الحج وجمع الزكاة و«العداد» المقرر على الماشية. كذلك منحت الإقطاعات لـ «رجال القلم» من النقباء والأشراف والسادة والمعممين، وأول من أُقطِع من هؤلاء الخليفة العباسي بالقاهرة. كما منحت للمتنفذين من أهل البلاد وللمغنين والنساء.
ومن دراسة أساليب الإدارة الإقطاعية في ذلك العصر يتبين ما يلي:
ـ ظهور كثير من الفتاوى والاجتهادات والجدل الفقهي في كيفية تسليم الأرض، مقاسمة أو إيجاراً أو غير ذلك، وفي كيفية قسمة المحصول وروك الأرض وتقرير عبرتها.
ـ إن أساس هذا النظام هو استغلال الأرض وجهود العاملين فيها، ولا يختلف هذا الاستغلال في إقطاع السلطان عنه في إقطاع الأمير، فالخاص السلطاني يشرف عليه ديوان الخاص أو ديوان الخواص الشريفة.
ـ لم يكن الأمراء المقطَعون يقيمون في إقطاعاتهم ليديروا شؤونها، كما في الإقطاع الغربي، ولابد للسفر إليها من الحصول على إذن أو «دستور» من السلطان. وربما كان السلاطين يحرصون على ألا يقيم الأمراء في إقطاعاتهم كيلا تكون لهم عصبية. أما أجناد الأمراء فكانوا يقيمون في إقطاعاتهم ويتولون شؤونها الإدارية.
ـ كان استثمار الأرض يخضع لتدخل السلطان في جميع مراحل العملية الزراعية، وذلك حرصاً على استيفاء حقوق السلطان من المقطعين. وهذا ما وسم الإقطاع الشرقي بالمركزية وعدم اقتسام السلطة تبعاً لاقتسام الأرض، بخلاف الإقطاع الغربي.
وكان الأمير يتسلم إقطاعه من السلطان بعد أداء اليمين، ويُشهِد على نفسه بحضرة الموقعين من ديوان الإنشاء . ويقوم الأمير أو وكيله بتسليم الأرض للفلاحين مقاسمة أو إيجاراً. وتصرف لهم التقاوى (البذار) من مخازن السلطان، وتوزع بنسبة ما سجل من الأرض لفلحها. ويقسم المحصول بحسب نوع الأرض ونوع ريها: فتكون مناصفة أو مثالثة أو مرابعة أو مخامسة. وكانت هذه القواعد موضع جدل دائم بين الفقهاء، على أن ينفسخ العقد بموت صاحب الإقطاع؛ لأن الإقطاع لا يورث. ويختلف الإيجار أيضاً بحسب نوع الأرض وطريقة ريها ونوع المحصول. ويدخل في الإيجار أو ما يشبهه ما عرف باسم الأرض المضمّنة أو المفصولة عن أربابها بشيء معلوم من المال يؤخذ منهم عند إدراك المحصول. وهذا أقرب إلى نظام القبالة الذي عرف منذ القرن الأول الهجري.
ويلتزم الفلاحون خراج الأرض بحسب نوعها ونوع المحصول الذي تغله وبحسب نوع ريها، ويلتزمون العشر أيضاً، وقد يضاعف الخراج في أوقات الحرب أو الغلاء. وثمة رسوم أخرى يدفعها الفلاح القراري (المقيم) تعرف باسم «الحقوق» تسجل عند تسلمه الأرض مقدرة بالدراهم. ويدفعون ما أخذوه من بذار وقروض بالكيل المتعارف عليه في الناحية. ويستوفى ما يخص الديوان من المحصول بحضور شهود يتقاضون أجرهم، فضلا عن «مقرر الأتبان»، وهو ثلثا ما ينتج من التبن أو العلف عيناً، أو يقدر ثمنه نقداً. وإذا أراد الفلاح أن يرعى ماشيته في المراعي والمروج دفع مقابل ذلك رسماً. وهناك التزامات أخرى يؤديها الفلاح بحكم العرف والعادة، كالضيافة والتقادم، وكانت تجبى مع الخراج.
انفرد النظام الإقطاعي في مصر والشام بانتقال الإقطاع الواحد من يد إلى أخرى بحسب مشيئة السلطان؛ وذلك لارتباط الإقطاع بالوظائف والخدمات التي يؤديها المقطعون للدولة في شخصه. وما المقطعون على اختلافهم سوى موظفين في حكومة مركزية رأسها السلطان، بخلاف الإقطاع الغربي. وأهم انتقالات الإقطاع انتقاله من سلطان إلى آخر، فلم تكن السلطنة وراثية، فإذا تربع المرشح للسلطنة على عرشها انتقل إقطاعه إلى أمير آخر، وانتقل إليه إقطاع السلطان. وهناك انتقالات أخرى ومناقلات بين المقطعين أنفسهم كأن يكون الإقطاع في يد أحدهم ثم يصير ملكاً حراً أو وقفاً أو العكس. وقد ينقص الإقطاع عقاباً أو يزيد ثواباً، وقد يرافق نقصه نفي أو سجن أو مصادرة لأسباب أدناها الوشايات وأقصاها الخروج على الطاعة. وقد يعزل المقطع فيغدو«بطالاً» يتساوى مع «الطرخان» أي المتقاعد، إلا أن الأخير يظل محتفظاً بمكانته الأدبية. والبطال والطرخان غالباً من رجال السيف ونادراً من رجال القلم. وبوفاة المقطع أو عزله تحين الفرصة لترقية المقطعين أو إقطاع المرشحين أو لإعادة البطال إلى إقطاعه أو إلى إقطاع آخر جديد. وكثيراً ما تسبب إقطاع البطالين بالفتن، كما كانت تقوم مشاحنات وفتن للحصول على إقطاع شاغر. وتسمى الإقطاعات الشاغرة بالمحلولات أو المرتجعات، يشرف عليها «ديوان المرتجعات»، وقد ألغي هذا الديوان في عهد سلاطين المماليك الجراكسة فصار أمر المرتجع إلى موظف يعرف باسم «مستوفي ديوان المرتجع». أما منح الإقطاع المحلول لصاحبه أو لأحد ورثته أو لغيره فهو من اختصاص السلطان. ولم يكن للنواب خارج مصر، باستثناء نائبي دمشق وحماة، سلطة في استخدام أمير بدل آخر أو تأمير أمير جديد أو في القيام بأي مناقلات إقطاعية أو في ملء الشاغر والمحلول من الإقطاعات إلا في ما يتعلق بأجناد الحلقة.
واستمر النظام الإقطاعي في العهد العثماني، إذ قام السلاطين العثمانيون، بعد أن استتب لهم الأمر في البلاد المفتوحة، بتوزيع الأرض إقطاعات على أبناء جلدتهم، وأسبغوا على مقطعيهم ألقاب الباشا والأمير والآغا والبيك، وأطلقوا أيديهم وأيدي أمراء الجند من الانكشارية والسباهية في المدن والأرياف. وأقاموا نظاماً مراتبياً صارماً يتربع على قمته السلاطين وأولادهم وأنسباؤهم وحواشيهم، ويليهم الإقطاعيون الكبار وأتباعهم من رجال السيف والقلم. وقسموا المجتمع إلى ملل ومذاهب وطوائف وجماعات مغلقة. واستمر ذلك حتى صدور قانون الملكية (الطابو) عام 1856 م. وقد تزامن ظهور الإقطاع العسكري في شرق المتوسط مع ظهوره في أوربة، كما سيأتي تفصيله.

## بعض سمات المجتمع الإقطاعي
يتسم المجتمع الإقطاعي في الشرق وفي الغرب بالركود أو التخثر فإيقاع الحياة الاجتماعية رتيب، وتتسم الأعراف والعادات والتقاليد بالثبات وقوة النفوذ. وينقسم غالباً إلى عالمين: عالم الريف وعالم المدن والحواضر. وتختلف حقوق الأفراد وعلاقاتهم في المجتمع الإقطاعي باختلاف الفئات التي ينتمون إليها، وتتباين العلاقات بين الفئات الاجتماعية بحسب موقع كل منها في الهرم الاجتماعي الذي تحتل الأرستقراطية المحاربة قمته. وتقوم العلاقات الاجتماعية بوجه عام على مبدأ القرابة والعصبية والانتماءات العشائرية والمذهبية والدينية والحرفية. وقد صنف المقريزي فئات المجتمع الإقطاعي، بحسب الأوضاع الاقتصادية في سبعة أصناف هي: أهل الدولة وأهل اليسار وأولو النعمة، ويلحق بهم أصحاب المعاش وهم: السوقة وأهل الفلح والفقراء وأخيراً ذوو الحاجة والمسكنة. وانتقال الفرد من فئة إلى أخرى يكون غالباً بنعمة من السلطان أو الأمير.
وللأشراف، وهم من نسل آل البيت، مكانة مرموقة في المجتمع الإقطاعي، ويصنفون في «رجال القلم»، وقد اقتصرت أعمالهم على شؤون الدين والعبادة والتعليم وتولى بعضهم مناصب إدارية كبيرة، كما كان لبعضهم إقطاعات. وتضم طبقة أرباب الحرف طوائف مختلفة تبعاً لما يزاولون من أعمال، وربما أطلق لقب العامة على أصحاب الحرف الصغيرة. ولرجال السيف زي خاص يتسم بالفخامة والترف. ويمتاز رجال القلم من غيرهم بلبس العمائم. وللفلاحين زي خاص أيضاً.
أما على صعيد الحكم والسياسة، فعُرف عصر الإقطاع بكثرة الفتن والحروب، في ظل عدم وجود مبدأ ثابت لتداول السلطة غير القوة والاغتصاب.
وفي مجال القضاء، عرف النظام الإقطاعي نوعين من القضاء: القضاء الشرعي والقضاء المدني الذي كان يعرف باسم «حكم السياسة». ويتألف القضاء الشرعي من قضاة القضاة وهم ممثلو المذاهب الإسلامية الأربعة، ومن القضاة الذين كان منهم قاضٍ للفلاحين وقضاة العسكر. وأما القضاء المدني فينظر في ما لا يخص الأحوال الشخصية من قضايا الاعتداء والظلم والضرب وما إليها، ويسمى «النظر في المظالم»، ويتولى السلاطين والأمراء هذه المهمة.
يتسم الإقطاع الشرقي بسمات خاصة أهمها:
ـ المركزية المفرطة في توزيع الإقطاعات والعطاءات وكذلك تقييد سلطة الأمراء والمقطعين في إقطاعاتهم ونزعها منهم وتفريق إقطاعة الأمير الواحد في أماكن عدة، كي لا تكون له شوكة أو عصبية.
ـ اقتصار الإقطاع على الاستغلال والارتفاق، وعدم توريثه إلا بموافقة السلطان وبشروط خاصة.
ـ يقوم الإقطاع الشرقي كغيره على الملكية شبه الجماعية للأرض التي تُراك (تمسح) بين الحين والآخر وتوزع بحسب درجة الخصوبة وطريقة الري. فملكية الفلاح القراري في جميع الأحوال ليست على رقبة الأرض، وإن كان أولاده يرثون عمله وأعباءه وتبعيته وموقعه الاجتماعي، وهي خاضعة للعرف والعادة في كل ناحية. وكل ما عدا الأرض الممسوحة المقيدة في الجرائد ملك للدولة في شخص السلطان يتصرف بها كأملاكه الخاصة.
ـ الإقطاعة الشرقية منظومة استهلاك، فخراج الأرض والمرافق وغيره من الضرائب والرسوم تحددها حاجات أولي الأمر وعلى المنظومة الإنتاجية أن تستجيب لها.
ـ تتشابك الحقوق على الأرض وتتعارض، فحق الفلاح يعلوه حق التانئ وحق التانئ يعلوه حق الإقطاعي الأكبر فالأكبر وفوقها جميعاً حق السلطان.
استمرت الإقطاعية الشرقية حتى أواسط القرن التاسع عشر، إذ بدأ هذا النظام يترنح إثر محاولات إصلاح الدولة العثمانية التي شهدها «عصر التنظيمات» وإثر إصلاحات محمد علي باشا في مصر خاصة، والنهضة الفكرية السياسية التي شهدها العالم العربي عامة، وتزامنت مع يقظة معظم شعوب الشرق. وكان للتوسع الرأسمالي في طوره التجاري الباكر، ثم في طوره الصناعي، أثرا مهما في تفكيك البنى الإقطاعية. بيد أن الملكية الإقطاعية لم تزل نهائياً إلا بعد قيام الثورات الوطنية الحديثة، والإصلاح الزراعي [ر] الذي رافقها.

## الإقطاع الغربي
تمتد جذور الإقطاع الغربي إلى التشكيلات الاجتماعية الاقتصادية وأنماط الحكم التي سبقته، في العصور القديمة؛ لذلك كان من الصعب تحديد بداياته الفعلية بزمن محدد وفي مكان محدد، فأنماط الإنتاج تتعاقب وتتداخل في الوقت ذاته، ففي كل واحد منها تعيش بنى وعلاقات تنتمي إلى أنماط سبقت. وكانت ظاهرة الاستتباع وطلب الحماية التي تذكر بظاهرة الإلجاء في الشرق من العوامل التي أسهمت، إلى جانب عوامل أخرى كثيرة، في نشوء الإقطاعية الغربية. فقد عرفت ظاهرة الاستتباع وطلب الحماية والرعاية من سيد قوي في أواخر العصر الجمهوري الروماني وفي الامبراطورية الرومانية وفي العالم البيزنطي، وشملت في عهد الإمبراطور ديوقليسيان (285- 305 م) فئات لم تكن تابعة حتى ذلك الحين. وكان صغار الملاكين وبعض العاملين في القضاء يدخلون في حماية الملاكين الكبار الذين يشغلون الوظائف العليا في الدولة. وراح رجال أغنياء يدخلون في حماية موظف كبير وفي رعايته بغية الارتقاء في وظائفهم. ومن البديهي أن يكون الإمبراطور نفسه هو الشخص الذي ترجى حمايته أكثر من غيره. ومن البديهي أيضاً أن يغدو تابعوه من سادة الدولة، وأن تغدو الصحبة (الكونتية) مهنة، فقد كان بلاط الإمبراطور يعج بهؤلاء الأصحاب أو المرافقين comites.
وعندما سقطت الامبراطورية الرومانية عام 476م كان نظام الحماية والرعاية قد ساد وأصبح شاملاً. وكان مقبولا لدى الجميع أن وظائف الدولة العليا من نصيب صحبة الحاكم أو مرافقيه. وتدل عبارات المحمي والزبون والتابع والفَصَل والكوميتس والكونت على تطور هذه العملية وعلى اتساع الفئات الاجتماعية التي شملتها. وكان للحامي سلطة على من دخلوا في حمايته؛ فالمرأة التي طلبت حماية الملك لا تستطيع أن تتزوج إلا بإذنه والرجل المحمي يُمثَّل أمام المحكمة العامة بسيده، وإذا مات بلا أعقاب يرثه سيده. وللحماية تقاليد مرعية في كل إقليم وتختلف باختلاف المكانة الاجتماعية لطالبي الحماية. والأقنان أدنى درجات السلم الاجتماعي يتسلمون أرض سيدهم من «الوكيل» أو الخولي، بعد أداء يمين الولاء وإذن الخولي لهم بدخول الأرض، ويحرر بذلك محضر يودع في محفوظات السيد. وشمل طلب الرعاية رجال الدين أيضاً، إلا أن المجامع الكنسية المسكونية حاولت أن تمنع ذلك منذ القرن السادس، لما فيه من خطر على سلطة الكنيسة، وراحت الكنيسة نفسها تطبق نوعاً من الرعاية، فأحاط العلمانيون بالأساقفة يتمتعون بحمايتهم ويقومون على خدمتهم. وكان أولاد النبلاء يعيشون في بلاط حاميهم الذي يعلمهم ويدربهم على خدمة الحاكم أو الدولة، لأن الحاكم والدولة كانا شيئاً واحداً. كما أن لجوء الملكية الكارولينجية إلى السادة النبلاء لحشد القوات كلما تهددها خطر خارجي أو فتنة داخلية أسهم في تعزيز سلطة النبلاء الإقطاعيين وأضعف في النهاية سلطة الدولة المركزية وقضى عليها. وبقدر ما كان يزداد ضعف الملكية أو الدولة المركزية في مختلف الدول التي قامت على أنقاض الامبراطورية الكارولينجية كان الملوك يرون تدخل النبلاء بينهم وبين رعاياهم ضرورياً. وراحوا فيما بعد يوصون هؤلاء الرعايا بالانضواء تحت لواء النبلاء. ومع بداية القرن العاشر صار شيئاً شاذاً أن لا يكون لأي شخص عادي سيد أو حام.
ويحصر معظم الباحثين والمؤرخين نظام الإقطاع الغربي، بمفهومه الحالي، بين القرنين العاشر والخامس عشر الميلاديين. ويعزو بعضهم بداياته إلى مملكة الفرنجة التي قامت في أوربة، في القرن الثامن الميلادي وكانت أولى الممالك التي عرفت المجتمع الإقطاعي المنظم، ومنها انتقلت إلى مملكة الكارولينجيين ثم إلى قطلونية (كاتالونية) ولومباردية وسكسونية وبافارية، ونقله الغزاة النورمان فيما بعد إلى بريطانية وجنوبي إيطالية، ومنها إلى الممالك السلافية والجرمانية الإسكندنافية. ويعزوه بعضهم إلى ضعف الدولة المركزية بعد وفاة شارلمان (814م) ونشوب الخلافات بين أولاده وتجزئة الامبراطورية الكارولينجية، ثم اشتداد الخصومة بين الأمراء الكارولينجيين بعد اتفاق فردن Verdun (843م) الذي تقاسم بموجبه أبناء لويس التقي أجزاء الامبراطورية، مما يؤكد العلاقة بين انهيار الامبراطورية ونشوء الإقطاعية والحكومات المحلية. فالنظام الإقطاعي في الشرق أو في الغرب هو ابن التاريخ، ويؤلف مرحلة تختلف خصائصها وسماتها من مكان إلى آخر ومن أمة إلى أخرى.
ولعل العامل الحاسم في نشوء الإقطاعية نظاماً اجتماعياً واقتصادياً وسياسياً هو تغير بنية الدولة ووظيفتها؛ فقد لجأ الملوك الكارولينجيون إلى إحداث نظام يتسع لكل ما كان قد تأصل في غربي أوربة من تطور نحو المحلية كي يكون له طابع الدولة المركزية، إذ خول الإمبراطور شارلمان كثيراً من سلطاته لنوابه الإقليميين. ومنذ ذلك الحين أخذت الدولة تتآكل واقعاً ومفهوماً. فمن طبيعة الدولة أن تكون مركزية تقوم على دعامتين من الحقوق والقوانين، فإذا كفت عن كونها مركزية ولم تعد قاعدتها القوانين والحقوق كفت عن كونها دولة، بالمعنى الذي أنضجه اليونانيون والرومان. فقد غدت السلطة الفعلية لنواب الملك في الأقاليم ولأتباعهم، أي للإقطاعيين الذين يملكون الأرض ويبسطون سيطرتهم على قاطنيها، سواء كان هؤلاء أحراراً أو أقناناً. وما لبث الملك نفسه أن تحول إلى إقطاعي كبير لا يستمد سلطته وهيبته من الدولة التي يمثلها ويحكم باسمها، بل من مرتبته الإقطاعية ومن ولاء تابعيه من النبلاء الذين يشدهم إليه يمين الولاء. وغدا النبلاء الذين كانوا موظفين كباراً في الدولة حكاماً بأشخاصهم، ووسطاء بين الملك والشعب وممثلين لرعاياهم ومحمييهم في محكمة الملك وشركاء في سلطته، مع كونهم من أتباعه الذين يمحضونه الولاء. وغدت القاعدة العامة للسلطة تتلخص في عبارة: لكل من السلطة بقدر ما له من القوة. ولا تتجلى القوة في شيء أكثر مما تتجلى في ملكية الأرض التي أضفت عليها المجتمعات الزراعية قيمة خاصة وجعلتها دليلاً على شرف الأصل ونبل المحتد، فحلت الامتيازات محل الحقوق والأعراف محل القوانين وغدت السلطة شخصية محضة. وبعد وفاة شارلمان عمد الملوك الكارولينجيون إلى تقسيم الأرض أنصبة بين أولادهم من بعدهم، ومنحوهم براءات الإعفاء التي كفت أيدي عمال القضاء والشؤون المالية من موظفي الدولة عن الأراضي المعفاة، فلم تعد الأرض ملكاً للدولة كما كانت من قبل، بل غدت ملكاً حصرياً خاصاً، وتغيرت بذلك القاعدة القانونية للملكية تبعاً لتجزئة الملكية وفق نظام جديد يجمع بين الولاء والمشاركة؛ إذ لا سيادة للسيد من غير ولاء أتباعه ومحمييه، فوجود السيد مشروط بوجود التابع وبالعكس.
ويرى بعضهم في الإقطاع الغربي أصلاً رئيساً في بناء المدنية الأوربية ودولها الحاضرة، ولاسيما أنه كان انتقالاً من عصور الفوضى والظلام التي أعقبت غزو القبائل الجرمانية للامبراطورية الرومانية وأدت إلى سقوطها. ويرجعه بعضهم إلى أصول رومانية وكلتية وجرمانية، فالجماعات القروية التي احتفظت بها الإقطاعية الغربية والتي هي أساس النظام الإقطاعي في كل مكان، كانت من التنظيمات الاقتصادية والاجتماعية الرومانية، على الرغم من ما بدت عليه المدن الإقطاعية ونقابات الحرف والصناعات المنزلية من عظمة في العصور الوسطى. فالجماعة القروية أو القرية جماعة متعايشة مع الفلاحة والزراعة فوق مساحة معينة من الأرض، على طريقة تطلبت تضامناً وتكاملاً بين الأفراد. وتقابلها في المدن طوائف الحرف والصناعات المنزلية والتجارة، في ظل نظام سياسي تتربع على قمته أرستقراطية عسكرية وإدارية ذات تراتب صارم. ويرجع تعقيد هذا النظام في جميع الأحوال إلى توليف أوضاع سابقة على الإقطاع وأوضاع جديدة فرضتها الحاجة، فقد تداخل في المجتمع الإقطاعي عالمان كانا متجاورين قبل غارات القبائل الغازية على الامبراطورية الرومانية، وكان لهذا التفاعل أثره البين في نشوء الإقطاعية الغربية. وهذان العالمان هما: عالم القبائل الغازية والعالم الروماني، ولذا تبدو بعض أصول الإقطاعية الغربية وبعض عناصرها رومانية، وبعضها الآخر مما احتفظت به القبائل الغازية التي غدت جزءاً من مجتمع العصر الوسيط. ولذلك اتجه باحثون في الإقطاعية الغربية إلى المصادر الرومانية واتجه آخرون إلى مصادر جرمانية. فنشأت في هذا المضمار مدرستان: إحداهما رومانية والأخرى جرمانية. لكن عوامل نشوء هذا النظام لا تنحل في مسألة الأصول، فجميع تلك العناصر انحلت تدريجياً في مجتمع العصر الوسيط. ولا يعثر في المصادر على ما يثبت وجود الإقطاع باسمه المعروف اليوم feudal قبل القرن الثامن الميلادي، إذ تذكر سجلات سنة 730 م معلومات عن الأتباع الذين يطلق عليهم اسم Vassals أي التابع الذي يمحض ولاءه لمتبوعه ويجالسه ويخرج برفقته.
بيد أن ما تعرضت له مملكة الفرنجة من فوضى واضطراب إثر الحروب التي نشبت بين لويس التقي وأبنائه، ثم بين هؤلاء بعد وفاة أبيهم، جعل الكلمة الأخيرة لقوة السلاح، فضلاً عن الأخطار والغزوات الخارجية التي عمقت حالة الفوضى واضطراب الأمن، كغارات الفيكنغ (الفايكنغ) على غربي أوربة والمجريين وغيرهم على وسطها في القرن التاسع الميلادي. فقد بات الناس في المدن والأرياف والأديرة لا يأمنون على حياتهم إلا في ظل قوة مسلحة، وبات لزاماً على الرجل الحر أن يكون إما جندياً أو قناً. وراح الملوك والأمراء وكبار الملاك يبحثون عن أتباع مسلحين لمواجهة ما يتهددهم من أخطار، ولجأ كل من يملك أرضاً تفيض عن حاجته وحاجة عائلته إلى منحها إقطاعات لجنوده وأتباعه. ولجأ صغار الملاكين إلى الدخول في حماية سادة أقوياء يذودون عنهم، فأعطوهم الأرض التي يعيشون منها ثم استعادوها منهم إقطاعات فغدوا فيها تناء وأتباعاً لسادتها ومالكيها الجدد. وغدت علاقة السيد والتابع هي العلاقة الاجتماعية والاقتصادية والسياسية المميزة لهذا النظام. ويمكن القول: إن النظام الإقطاعي هو ذلك النظام الذي يدفع فيه الضعفاء حريتهم ثمناً لحياتهم.
وفي دور النضج (القرنان 11 و12 م) انعدمت الحكومات المركزية وتحول ولاء الجماعات من تلك الحكومات إلى السادة المحليين ممن أسسوا أسراً إقطاعية كبرى ترجع أصولها إلى القرن العاشر. فليس في العصر الإقطاعي دولة ذات نسيج محكم يربط أقاليمها ويضم رعاياها، ولم يكن هناك أمة أو قومية بالمعنى الحديث، بل إن العرف والعادة يغلبان على المعاملات الاجتماعية والعلاقات السياسية، مع استمرار الأوضاع التي كانت تحدد التبعية الشخصية منذ أيام الرومان والكلتيين والجرمان. وكان من المألوف أن يسترد الفصل (التابع) عقد استثمار إقطاعه، أو يشتريه من جديد. وكان هذا التجديد يتطلب دفع رسم معين للسيد. وقد أَلف الأفصال (الأتباع) أن يدفعوا مقدماً مبلغاً معيناً من المال للحصول على إقطاع ما. كما ألفوا أن يدفعوا «التقادم» في ثلاث مناسبات هي: الفدية لفكاك السيد أو ابنه البكر من الأسر، وفي مناسبة بلوغ ابن السيد البكر مبلغ الرجال وتسلمه لباس الفرسان، وفي مناسبة زفاف ابنة السيد. ثم أضيفت تقدمة رابعة تؤدى عند سفر السيد للاشتراك في حملة صليبية.
وكان هناك عقد حقيقي يربط الفصل بالسيد هو أقرب إلى الصك القانوني الذي لا يفقد قيمته، وينص ذلك الصك على أن الفصل تابع للسيد ومولى له يضع نفسه بتصرفه، ويصاغ الصك بعبارات تخلط عن عمد بين تبعية القن لسيده وتبعية الفصل لمولاه. ويعلن السيد بالمقابل أنه يمنح تابعه حق استثمار الإقطاع أو «يوسده إليه» بحسب التعبير الذي كان شائعاً. وقبل أداء يمين الولاء، يجرد التابع من أسلحته، للدلالة على أنه مجرد من كل شيء، ويركع على ركبتيه أمام سيده ويضع يديه بين يديه، وقد يقبل قدمه، دلالة على خضوعه وولائه.
منذ مستهل القرن العاشر لم يعد النبلاء يتذكرون أنهم يمارسون سلطاتهم باسم الملك الذي أسند إليهم تلك السلطات، ولو نظرياً، فقد غدت مناصبهم وألقابهم كونتات أو دوقات وراثية، عرفاً في بادئ الأمر، ثم قانوناً بعد ذلك. ولم يبق في أوربة في القرن الحادي عشر ما يشبه تلك السيطرة السياسية التي كانت تتيح للعاهل أن يفرض النظام والأمن في مملكته على هواه.
توصف الإقطاعية الغربية باقتران امتلاك الأرض والتسلط على من يكون بتلك الأرض من الناس، وبتوريث الإقطاعة للابن البكر، ووجود علاقة ثابتة بين السيد والتابع قوامها تعاهد مشترك والتزامات متبادلة، وغدت تلك العلاقة قاعدة تسير بمقتضاها أمور الحكم والأمن، أي بوجود نظام وسط نشأ بين الحكومة واللاحكومة المركزية، على حين ظل النظام الملكي ماثلاً من بعيد شكلاً بلا مضمون، وغدت الحكومة المحلية هي الحكومة الفعلية. وصارت الأرض أساس ذلك المجتمع الإقطاعي.
وللمجتمع الإقطاعي بنية هرمية رأسها الإمبراطور أو الملك تليه طبقة الأفصال الكبار ثم الأصغر فالأصغر، وقاعدتها الفلاحون الأرقاء والأحرار والحرفيون المرتبطون بالفلاحة وبين أولئك وهؤلاء أهل القلم والتجار والصناع وأهل اليسر والرفاه. والأفصال هم اللوردات والكونتات ويليهم البارونات أو الفيسكونتات ثم الأساقفة. ويلاحظ من هذا التراتب أن الإقطاع الديني لم يكن خارج سياق الإقطاع العسكري، وإن امتاز في الغرب بضرب من الاستقلال النسبي وبنوع من السلطة المركزية تسمو على سلطة الملك أو تضارعها حتى قيام الكنائس الوطنية التي استقلت عن الكرسي البابوي وخضعت لسلطة الملوك، ذلك لأن الرهبان ورجال الدين أسهموا في بناء عدد كبير من القرى عززوا فيها سلطان الكنيسة التي كانت أهم مصادر الشرعية السياسية. ومع ذلك، فإن التشابك بين وظائف الأرستقراطية المحاربة والهرم الإداري والمؤسسة الدينية جعل من النظام الإقطاعي في الغرب بنية مترابطة وشديدة التعقيد. وإذا كان اللورد والدوق، في بعض الجهات، والكونت في جهات أخرى تابعاً للإمبراطور أو الملك تبعية مباشرة وسيد الجهة أو الإقليم الذي يتحكم فيه، فإن البارون أو الفيسكونت هو تابع اللورد أو الكونت مباشرة يستغل قطعة من الأرض يمنحها له سيده مقابل قسم إقطاعي وخدمات حربية يؤديها له وتعهد بالمثول في محكمته للفصل في قضايا التابعين. وكان للورد، نظرياً، أن يسترد أرضه من البارون متى شاء، غير أن العرف جرى بأن الاسترداد لا يتأتى إلا إذا أخل البارون بشرط من شروط القسم أو مات ولم يترك وريثاً. وظلت هذه الناحية النظرية مرعية بدليل الضرائب المالية المتنوعة التي كانت تفرض على البارون مثل «الحلوان» relif الذي يدفع كلما تولى الإقطاع وريث جديد من أسرة البارون. وكان التوزيع الإقطاعي في تبدل مستمر حتى أمكن أن تشمل القرية الواحدة إقطاعات عدة، وأن تكون أرض البارون منحاً من لوردات مختلفين بشروط خاصة. ومن هنا نشأ اشتباك الحقوق واختلاط المصالح وتضارب السلطات.
والبارون هو الحاكم على ما تحت يده من الأرض ومن عليها. وجرت العادة أن يقوم عليها وكيله، فالواجب الذي يحظى باهتمام البارون قبل غيره هو الواجب الحربي، سواء في حملة عسكرية أو في مبارزة قضائية أو في مناصرة الكنيسة لقمع «حركة هرطقة». وهذا ما طبع عصر الإقطاع بالفروسية والحرب. وقصر البارون هو حصنه وملاذه. أما كبار البارونات فكانت قصورهم نواة للتطورات التي شهدتها أنظمة الحكم فيما بعد.

## الإقطاع الصليبي في الشرق
نقل الصليبيون أسس نظامهم السياسي والاجتماعي والاقتصادي إلى المناطق التي احتلوها في المشرق العربي فأقاموا كيانات إقطاعية عسكرية تتمثل في مملكة بيت المقدس وإمارتي أنطاكية والرها وكونتية طرابلس. وكانت هذه الدول تعتمد تسلسلاً مراتبياً إقطاعياً من الأسياد من مختلف المراتب والمراكز يشبه التسلسل القائم في الغرب الأوربي. ومع أن مملكة بيت المقدس كانت أهم تلك الدول فإن ملوكها لم يكن لهم سوى سلطة اسمية تتمثل في رئاسة مجلس الوزراء ولم يكن لهم مزايا وأفضليات على الأمراء الذين يدينون لهم بالتبعية. وقد أصدروا في عام 1120م ما سمي مجموعة قوانين ملك القدس assise de Jerusalem، وهي مجموعة التقاليد والأعراف والقواعد الإقطاعية التي تنظم العلاقات بين الإمارات، وجرى تطويرها فيما بعد بإضافة قواعد لاحقة إليها.
كانت هذه الدول الإقطاعية تنقسم إلى وحدات أصغر من الحيازات الإقطاعية (البارونيات) التي تنقسم أيضاً إلى وحدات أصغر هي إقطاعات الفرسان feod/fief التي تختلف مساحتها وتتناسب مع قوة السيد الإقطاعي وعدد تابعيه. وتحدد القوانين المذكورة نظام الخدمة العسكرية الإقطاعية وحقوق السادة وواجبات الأتباع المُقطعين، وتنظم العلاقات المتبادلة فيما بينهم وتحدد الشروط التي يقدم الأتباع بموجبها الخدمة العسكرية للسيد وحق السيد في ملاحقة الأقنان الهاربين، والحالات التي يحق فيها للملك أو الأمير أن يحرم التابع من إقطاعيته ودور المحكمة الإقطاعية في هذه الأمور. وهكذا فإنه لم يكن بمقدور ملك القدس أن يتخذ أي قرار بلا موافقة البارونات، مثلما لم يكن بمقدورهم أيضاً اتخاذ قرار بلا موافقة أتباعهم. وكل هذا يعكس وضع التجزؤ الإقطاعي في أكمل صوره.
لم ينته النظام الإقطاعي في الغرب دفعة واحدة، فقد مهدت لنهايته عوامل اجتماعية واقتصادية وثقافية وسياسية أهمها: نمو الطبقة الوسطى وتطور التجارة بعيدة المدى بالكماليات والضروريات وظهور بوادر الرأسمالية التجارية (الميركنتيلية)، والنهضة الثقافية التي شملت الأدب والفن والعلوم الدينية والوضعية، وقيام ثورات الفلاحين وحركات الإصلاح الديني، واستعادة الدولة سلطتها المركزية في سياق الثورة البورجوازية التي كان من أهم منجزاتها حل مسألة الأرض وإلغاء القنانة وإرساء أسس الثورة الصناعية والدولة القومية الحديثة. ولعل عصر التنوير الذي توجته الثورة الفرنسية كان انعطافاً حاسماً لدخول العصر الحديث وزوال الإقطاعية.

## كتب عن الإقطاع
- العادات والتقاليد في العهود الإقطاعية - الشيخ علي الزين العاملي
- الإقطاعية في مصر فلسطين سوريا لبنان - بولياك